# The Most Beautiful Moment in Life On Stage

## Antecedentes
El 8 de septiembre de 2015 Big Hit publicó en su canal del Youtube el corto de doce minutos The Most Beautiful Moment in Life On Stage: Prologue que servía como avance del siguiente álbum del grupo, The Most Beautiful Moment in Life, Part 2,  y de la gira que comenzaría en noviembre. Unos días después se publicaron las fechas de los conciertos que tendrían lugar en Seúl del 27 al 29 de noviembre en el Olympic Handball Gymnasium del Parque Olímpico de Seúl. Todas las entradas para los tres conciertos se vendieron inmediatamente después de ser puestas a la venta. Debido a que la fecha de salida del álbum estaba prevista después de los conciertos, el grupo reveló su intención de tocar por primera vez las nuevas canciones. Interpretaron los temas «Run», «Butterfly» y «Ma City» además de la versión instrumental de «Outro: House of Cards».
A finales de septiembre se anunciaron las fechas de la gira en Japón, que incluían dos conciertos en Yokohama el 8 y 9 de diciembre y otros dos en Kobe el 26 y 27 de diciembre, aunque ante el interés demostrado por el público se añadió un tercer concierto en Kobe para el día 28. El 27 de diciembre Big Hit anunció en un comunicado oficial que las actuaciones restantes en Japón se habían suspendido por problemas de salud de Suga y de V. Los conciertos fueron reprogramados  para el 22 y 23 de marzo de 2016.
El 18 de noviembre de 2015 comenzaron los ensayos con la banda musical que el grupo utilizó por primera vez en una gira. El 25 de noviembre se celebró el último ensayo general de coreografía y el 26 de noviembre tuvo lugar el ensayo general para los conciertos en Seúl en el Olympic Handball Gymnasium. El 29 de noviembre realizaron una retransmisión en directo en V LIVE de la prueba de sonido para el concierto en la que interpretaron los temas «Danger», «Dope» y «Boy In Luv».
El DVD de los conciertos en Corea, titulado 2015 BTS LIVE ＜화양연화 On Stage＞, se publicó el 23 de febrero de 2016, mientras que la versión japonesa basada en el concierto en el Yokohama Arena se publicó el 15 de marzo de 2016 con versiones en DVD y Blu-ray. Ambas ediciones incluían imágenes detrás de las cámaras de la preparación de la gira y la versión coreana contenía también el making of del vídeo The Most Beautiful Moment In Life On Stage: Epilogue.

## Lista de canciones
- Acto 1:

1. «Outro: House of Cards»
2. «Hold Me Tight»
3. «Let Me Know»
4. «Danger»
5. «No More Dream»
6. «N.O.»

- Acto 2:

1. «Converse High»
2. «24/7=Heaven»
3. «Miss Right»
4. «Move»
5. «Run»
6. «Butterfly»
7. «Tomorrow»
8. «Hip Hop Lover»
9. «2nd Grade»
10. «Boyz With Fun»
11. «Dope»
12. «Intro : Skool Luv Affair»
13. «War of Hormone»
14. «Boy In Luv»

- Acto 3 - Encore:

1. «Intro: Nevermind»
2. «Ma City»
3. «I Need U»
4. «Outro: House of Cards» (Instrumental)

- Acto 1 - Opening:

1. «Hold Me Tight»
2. «Let Me Know»
3. «Danger» (Versión japonesa)
4. «No More Dream» (Versión japonesa)
5. «N.O.» (Versión japonesa)
6. «Converse High»
7. «24/7=Heaven»
8. «Miss Right» (Versión japonesa)
9. «Move»
10. «Run»
11. «Butterfly»
12. «Tomorrow»
13. «Hip Hop Lover»
14. «Boyz With Fun»
15. «Dope»
16. «Intro: Skool Luv Affair»
17. «War of Hormone» (Versión japonesa)
18. «Boy In Luv» (Versión japonesa)

- Acto 2 - Encore:

1. «Intro: Nevermind»
2. «Ma City»
3. «I Like It Pt.2»
4. «For You»
5. «I Need U» (Versión japonesa)
6. «Outro: House of Cards» (Instrumental)

## Fechas
| Fecha                   | Ciudad | País          | Lugar                         | Asistencia |
| ----------------------- | ------ | ------------- | ----------------------------- | ---------- |
| 27 de noviembre de 2015 | Seúl   | Corea del Sur | SK Olympic Handball Gymnasium | 12 000     |
| 28 de noviembre de 2015 | Seúl   | Corea del Sur | SK Olympic Handball Gymnasium | 12 000     |
| 29 de noviembre de 2015 | Seúl   | Corea del Sur | SK Olympic Handball Gymnasium | 12 000     |
| 8 de diciembre de 2015  | Tokio  | Japón         | Yokohama Arena                | 25 000     |
| 9 de diciembre de 2015  | Tokio  | Japón         | Yokohama Arena                | 25 000     |
| 26 de diciembre de 2015 | Osaka  | Japón         | Kobe World Hall               | 24 000     |
| 22 de marzo de 2016     | Osaka  | Japón         | Kobe World Hall               | 24 000     |
| 23 de marzo de 2016     | Osaka  | Japón         | Kobe World Hall               | 24 000     |
| Total                   | Total  | Total         | Total                         | 61 000     |

## Extensión Epilogue

### Antecedentes
El 21 de marzo Big Hit anunció dos conciertos que se celebrarían el 7 y 8 de mayo en la Arena de Gimnasia Olímpica de Seúl, unos días después del lanzamiento del álbum especial The Most Beautiful Moment in Life: Young Forever. Las entradas en pre-venta se agotaron en horas, llenando las 24 000 localidades disponibles para los dos días, aunque después se pusieron más entradas a la venta alcanzando un total de 25 000. La gira continuó durante el verano por otras nueve ciudades en Taiwán, China, Japón, Filipinas y Tailandia, reuniendo a un total de 144 000 espectadores. Durante el concierto celebrado en Pekín el 23 de julio Rap Monster sufrió un golpe de calor y tuvo de abandonar la actuación.
Las actuaciones incluyeron temas de sus dos últimos álbumes, The Most Beautiful Moment in Life, Part 2 y The Most Beautiful Moment in Life: Young Forever, que el grupo no había interpretado en concierto hasta la fecha. Entre estos temas se encontraban «Autumn Leaves», «Outro: Love Is Not Over (Full Length Edition)», «Outro: House of Cards (Full Length Edition)», «Save Me», «Fire» y «Epilogue: Young Forever».
Al igual que había ocurrido con la gira The Most Beautiful Moment in Life On Stage, el grupo utilizó una banda en directo para los conciertos. El primer ensayo tuvo lugar el 17 de abril de 2016, con otros dos llevados a cabo el 22 y el 27 de abril. El 6 de mayo realizaron el ensayo general en la Arena de Gimnasia Olímpica. La sesión de fotos para el póster del concierto se realizó el 9 y 10 de marzo de 2016 en el English Village en Paju en la provincia de Gyeonggi. Los vídeos para los intermedios del concierto se rodaron unos días después, el 14 de marzo. El vídeo en DVD con el concierto en directo rodado en Seúl se publicó el 18 de enero de 2017 bajo el título 2016 BTS LIVE 화양연화 On Stage: Epilogue. La versión en Blu-ray salió al mercado el 7 de febrero. El 25 de enero se publicó también la versión japonesa titulada 2016 BTS LIVE <花様年華 on stage：epilogue> ~Japan Edition~.

### Lista de canciones
- Acto 1:

1. «Run»
2. «Danger»
3. «Autumn Leaves»
4. «Tomorrow»
5. «Butterfly»
6. «Outro: Love Is Not Over» (Full Length Edition)
7. «Outro: House of Cards» (Full Length Edition)
8. «Intro: What Am I To You» (Solo de Rap Monster)
9. «Boy In Luv»

- Acto 2:

1. «Save Me»
2. «Fire»
3. «hip hop lover»
4. «We Are Bulletproof Pt.2»
5. «Cypher Pt.3: Killer»

- Acto 3:

1. «If I Ruled the World»
2. «Silver Spoon»
3. «Dope»
4. «Ma City»
5. «Boyz With Fun»
6. «Attack On Bangtan»
7. «No More Dream»

- Acto 4 - Encore:

1. «Epilogue: Young Forever»
2. «Whalien 52»
3. «Miss Right»
4. «I Need U»

- Acto 1:

1. «Run»
2. «Danger»
3. «Autumn Leaves»
4. «Tomorrow»
5. «Butterfly»
6. «Outro: Love Is Not Over» (Full Length Edition)
7. «Outro: House of Cards» (Full Length Edition)
8. «Intro: What Am I To You» (Solo de Rap Monster)
9. «Boy In Luv»

- Acto 2:

1. «Save Me»
2. «Fire»
3. «Hip Hop Lover»
4. «We Are Bulletproof Pt.2»
5. «Cypher Pt.3: Killer»

- Acto 3:

1. «If I Ruled the World»
2. «Silver Spoon»
3. «Dope»
4. «Ma City»
5. «Boyz With Fun»
6. «Attack On Bangtan»
7. «No More Dream»

- Acto 4 - Encore:

1. «Epilogue: Young Forever»
2. «Whalien 52»
3. «Miss Right»
4. «I Need U»

- Acto 1:

1. «Run» (Versión japonesa)
2. «Danger» (Versión japonesa)
3. «Autumn Leaves»
4. «Tomorrow»
5. «Butterfly»
6. «Outro: Love Is Not Over» (Full Length Edition)
7. «Outro: House of Cards» (Full Length Edition)
8. «Intro: What Am I To You» (Solo de Rap Monster)
9. «Boy In Luv» (Versión japonesa)

- Acto 2:

1. «Save Me»
2. «Fire»
3. «We Are Bulletproof Pt.2»
4. «Cypher Pt.3: Killer»

- Acto 3:

1. «If I Ruled the World»
2. «Silver Spoon»
3. «Dope»
4. «Boyz With Fun» (Versión japonesa)
5. «Attack On Bangtan» (Versión japonesa)
6. «No More Dream»

- Acto 4 - Encore:

1. «Epilogue: Young Forever»
2. «Whalien 52»
3. «Miss Right»
4. «For You»
5. «I Need U» (Versión japonesa)

### Fechas
| Fecha                | Ciudad  | País          | Lugar                          | Asistencia |
| -------------------- | ------- | ------------- | ------------------------------ | ---------- |
| 7 de mayo de 2016    | Seúl    | Corea del Sur | Arena de Gimnasia Olímpica     | 25 000     |
| 8 de mayo de 2016    | Seúl    | Corea del Sur | Arena de Gimnasia Olímpica     | 25 000     |
| 9 de junio de 2016   | Taipéi  | Taiwán        | Hsinchuang Gymnasium           | 8 000      |
| 18 de junio de 2016  | Macao   | China         | Studio City Event Center       | 6 000      |
| 2 de julio de 2016   | Nanjing | China         | Wutaishan Sports Center        | 6 000      |
| 12 de julio de 2016  | Osaka   | Japón         | Osaka-jō Hall                  | 24 000     |
| 13 de julio de 2016  | Osaka   | Japón         | Osaka-jō Hall                  | 24 000     |
| 15 de julio de 2016  | Nagoya  | Japón         | Nippon Gaishi Hall             | 20 000     |
| 16 de julio de 2016  | Nagoya  | Japón         | Nippon Gaishi Hall             | 20 000     |
| 23 de julio de 2016  | Pekín   | China         | Estadio Cubierto de la Capital | 9 000      |
| 30 de julio de 2016  | Manila  | Filipinas     | Mall of Asia Arena             | 20 000     |
| 6 de agosto de 2016  | Bangkok | Tailandia     | Estadio Cubierto Huamark       | 20 000     |
| 13 de agosto de 2016 | Tokio   | Japón         | Gimnasio Nacional Yoyogi       | 26 000     |
| 14 de agosto de 2016 | Tokio   | Japón         | Gimnasio Nacional Yoyogi       | 26 000     |
| Total                | Total   | Total         | Total                          | 144 000    |